# اوا سکی
اِوا سِکِی (مجاری: Székely Éva؛ زادهٔ ۳ آوریل ۱۹۲۷ – درگذشته ۲۹ فوریه ۲۰۲۰) یک شناگر اهل مجارستان بود.
وی در مسابقات بین‌المللی در مجموع برندهٔ ۱ مدال طلا، ۲ مدال نقره شده‌است.